# Kakkehalli, Alur
Kakkehalli là một làng thuộc tehsil Alur, huyện Hassan, bang Karnataka, Ấn Độ.